# Dóra és az elveszett Aranyváros
A Dóra és az elveszett Aranyváros (eredeti cím: Dora and the Lost City of Gold) 2019-ben bemutatott amerikai kalandfilm, amelyet James Bobin rendezett.
A forgatókönyvet Nicholas Stoller, Matthew Robinson és Tom Wheeler írta. A főbb szerepekben Isabela Moner, Eugenio Derbez, Michael Peña, Eva Longoria, és Danny Trejo látható. A film gyártója a Paramount Players, a Nickelodeon Movies és a Walden Media, forgalmazója a Paramount Pictures.
Az Amerikai Egyesült Államokban 2019. augusztus 9-én mutatták be a mozikban. Magyarországon 2019. december 6-án jelent meg DVD-n.
A Dóra, a felfedező c. animációs sorozat filmes folytatása.

## Szereplők
| Szereplő            | Színész           | Magyar hang       |
| ------------------- | ----------------- | ----------------- |
| Dóra                | Isabela Merced    | Rudolf Szonja     |
| Fiatal Dóra         | Madelyn Miranda   | Mahó Andrea       |
| Alejandro Gutierrez | Eugenio Derbez    | Czvetkó Sándor    |
| Dóra apja           | Michael Peña      | Csőre Gábor       |
| Dóra anyja          | Eva Longoria      | Pápai Erika       |
| Diego               | Jeffrey Wahlberg  | Baráth István     |
| Fiatal Diego        | Malachi Barton    | Baráth István     |
| Sammy               | Madeleine Madden  | Sodró Eliza       |
| Randy Warren        | Nicholas Coombe   | Nagy Gereben      |
| Viper               | Christopher Kirby | Törköly Levente   |
| Powell              | Temuera Morrison  |                   |
| Abuelita Valerie    | Adriana Barraza   |                   |
| Dóra nagynénje      | Pia Miller        |                   |
| Inka hercegnő       | Q'orianka Kilcher |                   |
| Szereplő            | Eredeti hang      | Magyar hang       |
| Csizi               | Danny Trejo       | Varga Tamás       |
| Swiper              | Benicio del Toro  | Sarádi Zsolt      |
| Hátizsák            | Sasha Toro        | Ifj. Boldog Gábor |
| Térkép              | Marc Weiner       | Lippai László     |

Felolvasó: Schmidt Andrea